# Karl Ludwig Sand
Karl Ludwig Sand (Wunsiedel, 5 oktober 1795 – Mannheim, 20 mei 1820) was een Duitse student die de moordenaar was van de conservatieve schrijver August von Kotzebue.

## Biografie
Karl Ludwig Sand werd geboren als een zoon van Gottfried Christoph Sand, een lage Pruisische ambtenaar, en Dorothea Johanna Wilhelmina Schöpf. In 1814 diende hij kort in het Pruisische leger, maar de oorlog was al voorbij voor hij kon deelnemen aan de strijd. Sand studeerde theologie aan de Universiteit van Erlangen waar hij zich aansloot bij de Burschenschaft. Sand was echter ontevreden over de beperkte doelstellingen van deze vereniging waarop hij besloot een splintergroepering met de naam Teutonia op te richten. Nadat hij Teutonia had opgericht, spande hij zich ook in voor de oprichting van een pan-Germaanse studentenvereniging, maar slaagde daar niet in.

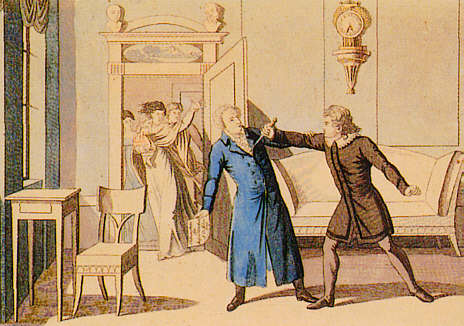
Illustratie van de moord van Sand op Kotzebue

In 1817 vertrok Sand uit Erlangen en verhuisde hij naar Jena. Hij nam vervolgens ook deel aan het Wartburgfest van dat jaar. In Jena raakte Sand beïnvloed door de ideeën van Jakob Friedrich Fries en zocht vervolgens naar een kans om zich te bewijzen. Op 23 maart 1819 diende Sand zich aan bij het huis van de schrijver August von Kotzebue. Door een bediende werd hij doorverwezen naar de woonkamer waar hij een paar woorden wisselde met Kotzebue. Vervolgens haalde Sand een dolk uit zijn mouw tevoorschijn, stak Kotzebue vervolgens een paar keer en noemde hem "landverrader". Hierop kwamen de familieleden de kamer binnenrennen waarop Sand zichzelf neerstak en verliet vervolgens het huis. Op straat dankte hij God en stak zich nog twee keer in zijn borst. Kotzebue overleed aan zijn verwondingen, maar Sand overleefde het.
Sand werd verbonden en gefouilleerd en hierbij troffen ze bij hem een proclamatie aan waarin hij schreef dat hij de aanslag al lang geleden had voorbereid en dat hij het Duitse volk opriep om in opstand te komen. Hij werd vervolgens veroordeeld en werd onthoofd door middel van het zwaard. Toeschouwers doopten hierna hun zakdoek in het bloed van Sand en namen deze als een relikwie mee naar huis.

## Nalatenschap
De Oostenrijkse staatsman Klemens von Metternich maakte van de moord op Kotzebue gebruik om de Besluiten van Karlsbad door te drukken. Sand werd door de Decemberisten in Rusland gezien als een "burgerlijke held".
- Bibliothèque nationale de France: cb17915831k (data)
- Biografisch Portaal: 34571602
- Gemeinsame Normdatei: 11875114X
- International Standard Name Identifier: 0000 0000 7970 4596
- Library of Congress Control Number: n86097136
- Nationale Bibliotheek van Israël: 987007458392805171
- Nederlandse Thesaurus van Auteursnamen: 153540508
- Istituto Centrale per il Catalogo Unico: VEAV549598
- SNAC: w6nb1rd1
- Système universitaire de documentation: 161896561
- Virtual International Authority File: 10641400
- WorldCat: E39PBJmy3HDk6yvvkcqJdVWkXd